# Franz Weinzettl
Franz Weinzettl (* 15. Juli 1955 in Feldbach in der Steiermark) ist ein österreichischer Schriftsteller, der als Psychotherapeut in Graz lebt. 

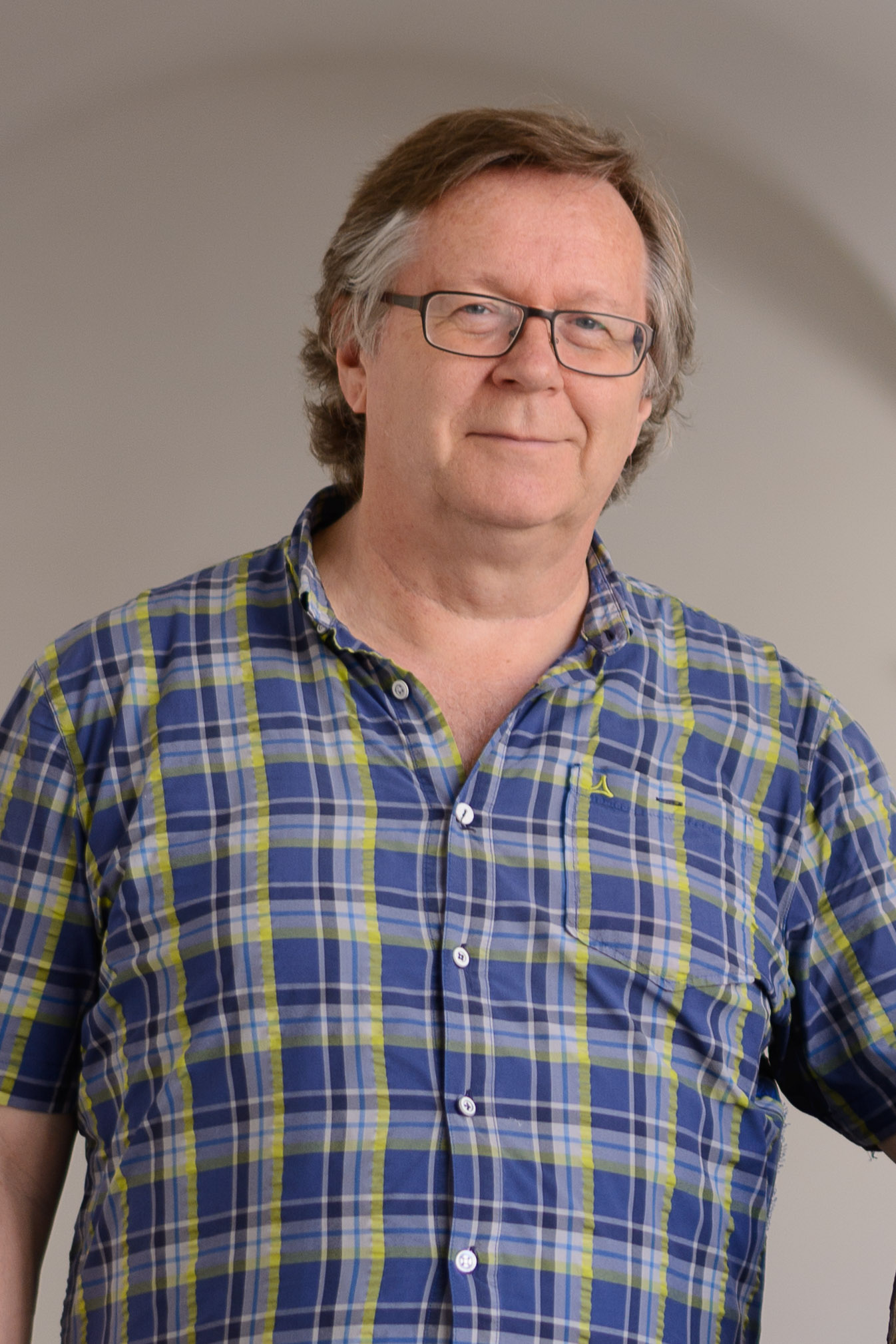
Franz Weinzettl, 2017

## Biographisches
Weinzettl, der in Gossendorf und in Graz wohnt, besuchte in Bad Gleichenberg die Volks- und Hauptschule und maturierte 1973 am BORG Bad Radkersburg. Ab 1973 studierte er Germanistik und Geschichte an der Universität Graz. Seine literarische Tätigkeit begann in den 1970er Jahren. 1979 entschloss sich Peter Handke, die Hälfte des Preisgelds des Franz-Kafka-Literaturpreises an Franz Weinzettl weiterzugeben. Ab 1980 schrieb Weinzettl im Umfeld der Grazer Gruppe und wurde in den manuskripten veröffentlicht. Neben seiner Tätigkeit als freier Schriftsteller machte er eine Ausbildung in klientenzentrierter Psychotherapie bei der ÖGWG und ist seit 1997 als Psychotherapeut in den Beratungszentren Bruck, Kapfenberg und Weiz ("Rettet das Kind") und in freier Praxis in Graz tätig. 
Weinzettls literarische Werke sind der Prosa und der Lyrik zuzuordnen.

## Werke
- An der Erde Herz geschmiegt. Wien: Edition Korrespondenzen, 2015
- Abseits, auf den Gleisen. Wien: Edition Korrespondenzen, 2007
- Der Jahreskreis der Anna Neuherz. Erzählung. Erw. Neuauflage mit einer Nachbemerkung von Alfred Kolleritsch. Wien: Edition Korrespondenzen, 2004
- Auf halber Höhe. Erzählung. Erw. Neuauflage mit zwei Briefen von Peter Handke. Wien: Edition Korrespondenzen, 2003
- Das Glück zwischendurch. Prosa und Verse. Wien: Edition Korrespondenzen, 2001
- Zwischen Nacht und Tag. Salzburg, Wien: Residenz, 1997
- Prag, Pécs, Budapest. Notizen. Graz: Leykam, 1993
- Im Pappelschatten, Liebste. Erzählung. Salzburg, Wien: Residenz, 1990
- Der Jahreskreis der Anna Neuherz. Erzählung. Salzburg, Wien: Residenz, 1988
- Die Geschichte mit ihr. Erzählung. Salzburg, Wien: Residenz, 1987
- 600 Jahre Gossendorf. Gemeinde Gossendorf, 1985
- Auf halber Höhe. Erzählung. Salzburg, Wien: Residenz, 1983

## Zu seinen Werken
Zu Beginn seiner literarischen Tätigkeit schrieb Weinzettl eine Reihe kürzerer Prosatexte, wie "Kreuzer", "Angst" oder "Die Verengung" (beide 1980),  die überwiegend von Angst und Einsamkeit handeln und in der Zeitschrift "manuskripte" veröffentlicht wurden. Die Kritik hat Weinzettls Debüterzählung Auf halber Höhe, die 1983 erstmals erschien, als neue Art des Bildungsromans gefeiert. Es ist ein Buch das vom Erwachsenwerden und vom wachsenden Selbstvertrauen erzählt. 
In Franz Weinzettls Erzählung Zwischen Nacht und Tag macht sich Wagner, die Hauptfigur, auf den Weg zu der Stelle, an der vor über zwanzig Jahren sein Vater ums Leben kam. Aus Erinnerungen, Aufzeichnungen und Briefen versucht er das Bild seines Vaters neu zusammenzusetzen. Das Glück zwischendurch umfasst unveröffentlichte und verstreut erschienene Prosatexte und Gedichte. Die Auswahl der Texte spannt einen Bogen von der Mitte der 1970er Jahre bis in die Gegenwart.  Ein Band, der – so Weinzettl selbst – »die Summe dessen, was mich beschäftigt, im Kleinen« enthält. Abseits, auf den Gleisen ist ein Roman, der vor allem durch seine Sprache besticht. In Tagebuchform berichtet der Erzähler über seine Eindrücke und Wahrnehmungen während der Zugfahrt. Das Reise- und Landschaftsbuch "Prag, Pécs, Budapest" ist ein tagebuchartiger Bericht von seinem Drei-Städte-Stipendium. Für die Schrift "500 Jahre Gossendorf" forschte Weinzettl ein Jahr lang im Auftrag seines Heimatortes.

## Veröffentlichung in denmanuskripten
Der erste Text, der in den manuskripten veröffentlicht worden ist, war 1976 Kreuzer. Darauf folgten 1980 Angst und anlässlich der „20 Jahre manuskripte“ der Text Die Verengung. 1982 erschienen gleich mehrere Texte von ihm in der 75. Ausgabe wie Liebesgedicht, Am Telefon, Die Hügel hier, Wimpernwunsch und Manchmal, um nur einige zu nennen. 1985, zum 25. Jubiläum, erschien Die Geschichte mit IHR und 1988 wurden Ausschnitte der neuen Erzählung Der Besuch gedruckt.  

## Preise und Auszeichnungen
- 1979 Franz-Kafka-Literaturpreis der Stadt Klosterneuburg und der NÖ Gesellschaft für Kunst und Kultur Wien (gemeinsam mit Gerhard Meier, weitergegeben von Peter Handke)
- 1981 Literaturförderungspreis der Stadt Graz
- 1982 Literaturförderungspreis des Forum Stadtpark Graz
- 1983 Preis der Literatur-Initiative der Girozentrale Wien
- 1983 und 1990 Buchprämie des Bundesministeriums für Unterricht und Kunst
- 1985 Aufenthaltsstipendium des Literarischen Colloquiums und des Senats Berlin für junge deutschsprachige Autorinnen und Autoren
- 1990 Literaturpreis des Landes Steiermark
- 1990 Staatsstipendium des Bundesministeriums für Unterricht und Kunst
- 1997 manuskripte-Preis des Landes Steiermark
- 2005 Hermann-Lenz-Preis